# Сталь-фон-Гольштейн, Константин Борисович
Барон Константин Борисович Сталь фон Гольштейн (нем. Konstantin Staël von Holstein; 17 июня 1853, Российская империя — 6 декабря 1912, Штутгарт) — российский дипломат, Чрезвычайный посланник и полномочный министр при Вюртембергском дворе (1910—1911); действительный статский советник (1904), камергер.

## Биография
Родился 17 июня 1853 года в семье генерал-майора и Георгиевского кавалера Бориса Егоровича Сталь-фон-Гольштейна.
В 1891 году третий, с 1893 года — второй секретарь канцелярии Министерства иностранных дел.
С 1895 году служил первым секретарём российского посольства в Вюртемберге, а с 1900 года на аналогичной должности в посольстве в Швеции.
С 1910 года Чрезвычайный посланник и полномочный министр при Вюртембергском дворе.
Скончался 6 декабря 1912 года в Штутгарте.